# Raptorex
Raptorex is een geslacht van vleesetende theropode dinosauriërs behorend tot de groep van de Coelurosauria dat tijdens het vroege Krijt leefde in het gebied van het huidige China. Volgens sommige onderzoekers gaat het slechts om het jong van Tarbosaurus en stamt het uit het late Krijt.

## Naamgeving
De typesoort Raptorex kriegsteini is in 2009 benoemd en beschreven door Paul Sereno e.a. De geslachtsnaam is afgeleid van het Latijnse raptor, "rover" en rex, "koning", een verwijzing naar het feit dat de soort de grootte van de verwante Maniraptora verenigt met de algemene bouw van de latere Tyrannosauridae waaronder Tyrannosaurus rex. Een grammaticaal correcte samenvoeging had "raptorirex" opgeleverd. De soortaanduiding eert de nog levende Poolse ouders van een van de beschrijvers, Henry Kriegstein, overlevers van de Holocaust. Er is niet voor gekozen het passende meervoud van het genitief "kriegsteinorum" te gebruiken en de beschrijvers verklaren dit in een voetnoot door te stellen dat de verwijzing alleen naar de vader Roman Kriegstein is.

## Vondst
Henry Kriegstein, een oogarts uit Hingham, Massachusetts, had het illegaal uit China verhandelde fossiel in 2003 voor enkele tienduizenden dollars verworven op de beruchte fossielenbeurs van Tucson, Arizona. Hij zond het ter preparatie naar een team paleontologen in Utah. Eerst dachten die dat het om een jong ging van Tarbosaurus maar het onderzoek toonde al snel aan dat het een veel oudere nog onbekende soort betrof. In 2006 werd daarom Sereno er bij betrokken. Men kwam overeen dat Kriegstein het fossiel ter bestudering aan de Universiteit van Chicago zou schenken op voorwaarde dat zijn ouders in de soortnaam genoemd zouden worden. Uiteindelijk zal het weer overgedragen worden aan de Chinese autoriteiten.
Dit holotype, LH PV18, is vermoedelijk gevonden in een zandsteenlaag, de Lujiatunlaag in Binnen-Mongolië, van de Yixianformatie (Jehol-groep), Barremien-Aptien, 125 miljoen jaar oud. Het nauwelijks samengedrukte fossiel is van een bijna volwassen exemplaar; de groeiringen in de beenderen wijzen erop dat het specimen in zijn zesde levensjaar was, dus "vijf jaar oud". Het bestaat uit een gedeeltelijke schedel met onderkaken waarvan vooral de linkerhelft vrij compleet bewaard is gebleven en een gedeeltelijk skelet met vrijwel volledige wervelkolom inclusief elf staartwervels; het uiteinde van de staart is verloren gegaan. Verder zijn er: achttien ribben, zes stukken van de buikribben, het linkerschouderblad, het linkerravenbeksbeen, een linkerarm, een rechteropperarmbeen, een groot gedeelte van het bekken, een linkerachterpoot, een rechterdijbeen en het bovenste stuk van een rechterscheenbeen.
In 2011 stelden Jack Horner en Peter Larson dat de datering onjuist was geweest, slechts gebaseerd op een enkele fout geïdentificeerde vissenwervel, en dat ook het botonderzoek niet werkelijk aantoonde dat het om een bijna volwassen exemplaar ging. Ze concludeerden daaruit dat hoogstwaarschijnlijk de oorspronkelijke interpretatie correct was en het simpelweg gaat om een jong van een tyrannosauride uit het Opper-Krijt van Mongolië, vermoedelijk toch Tarbosaurus.

## Beschrijving

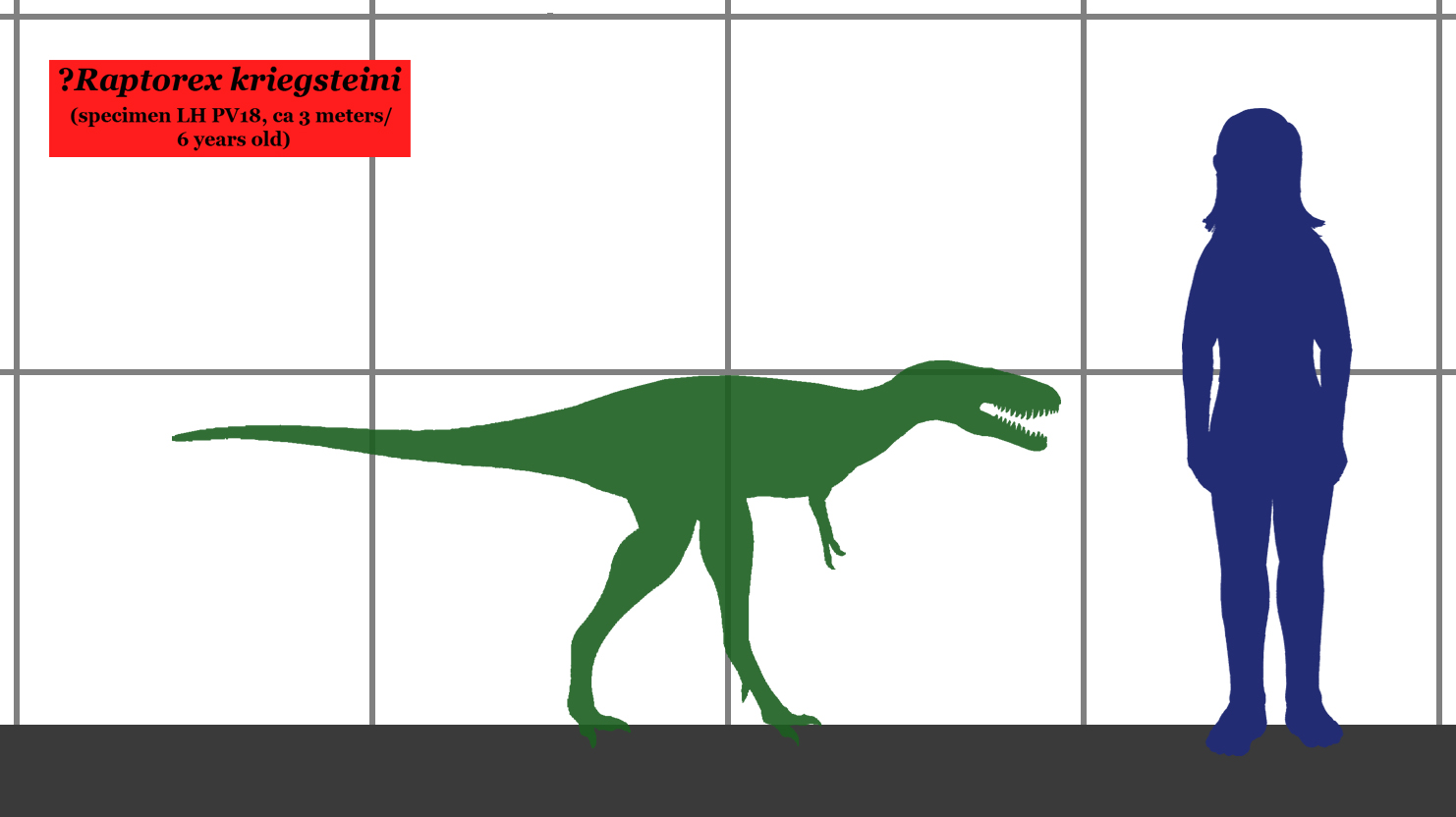
De grootte van Raptorex, vergeleken met die van een mens

De schedel is relatief groot en breed, ongeveer dertig centimeter lang. De voorste tanden hebben een D-vormige doorsnede. De armen waren klein met een lengte van zo'n twintig centimeter; de hand droeg maar twee vingers: duim en wijsvinger. De achterpoten waren relatief lang. Hoewel er geen weke delen bewaard zijn gebleven, nemen de beschrijvers aan dat Raptorex een primitief verenkleed bezat, immers een kennelijk oorspronkelijk eigenschap van de Coelurosauria.

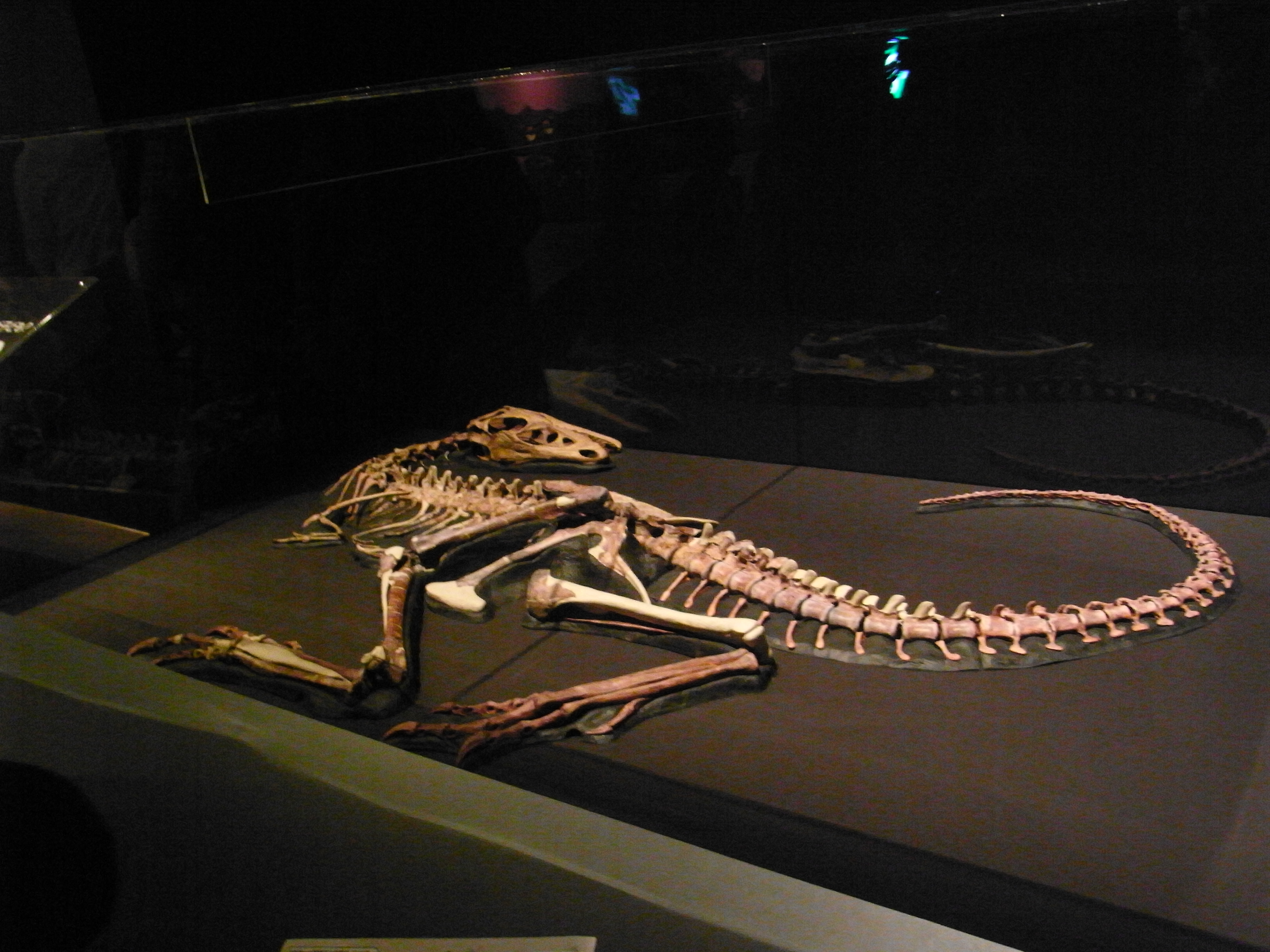
Het holotype

Het nog onvolgroeide holotype had een lengte van ongeveer tweeënhalve meter; Raptorex had volwassen een geschatte lengte van een drie meter en een heuphoogte van een kleine meter. Zijn gewicht was dan zestig à zeventig kilogram; het holotype woog een veertig kilo. Ondanks deze beperkte afmetingen, honderdmaal kleiner dan de latere tyrannosauriden, had hij wel de algemene proporties van deze verwante groep: een brede schedel met zware spieren gebouwd op optimalisering van de bijtkracht en D-vormige voorste tanden voor het toebrengen van diepe wonden, gereduceerde armen, lange achterpoten voor een hoge snelheid en een korte romp voor wendbaarheid. Dit kwam als een verrassing want tot dan toe was aangenomen dat deze kenmerken pas veel later geëvolueerd waren bij zeer veel grotere vormen en binnen een context van toenemend gigantisme. Het doet afbreuk aan de hypothese dat grote tyrannosauriden voornamelijk aaseters waren, hoewel Raptorex ook een kenmerk deelt dat daarvoor wel als bewijs is aangevoerd: het bezit van grote reuklobben in de hersenen.

## Fylogenie
Een kladistische analyse toonde aan dat Raptorex een basaal lid van de Tyrannosauroidea is; maar ook weer niet zo basaal want het zustertaxon van de afgeleide Tyrannosauridae; hij stond dus net onder deze groep in de stamboom.

## Levenswijze
Raptorex was een gespecialiseerde roofsauriër. Eerder dacht men dat de typische schedelvorm van tyrannosauriden vooral een aanpassing was om op zeer grote en gevaarlijke prooien te jagen, zoals grote Ceratopia; de vertegenwoordigers van die groep die in de tijd van Raptorex leefden, de Psittacosauridae, waren echter erg klein en lijken nauwelijks enige vergroting van bijtkracht te rechtvaardigen. Sereno heeft daarom gespeculeerd dat die ontwikkeld is om de schilden van schildpadden te kraken. Mocht het dier echter toch uit het Opper-Krijt stammen, is deze speciale verklaring overbodig.